# Фейт, Рейнвис
Рейнвис Фейт (нидерл. Rhijnvis Feith, 7 февраля 1753, Зволле — 8 февраля 1824, Босвейк, близ Зволле) — нидерландский писатель, драматург. Представитель сентиментализма.

## Биография
Фейт родился в аристократической семье. Обучался в Хардервейке и в Лейденском университете, в 1770 году получил степень доктора права. В 1772 году вернулся в Зволле, где женился. В 1780 году стал бургомистром города. Фейт построил роскошную виллу на окраине города, назвав её Босвейк (Boschwijk).
Первое значительное произведение — эпистолярный роман «Юлия» (1783). Следом были написаны трагедия на библейский сюжет «Тирса, или Победа веры» (1784), роман «Фердинанд и Констанция» (1785), цикл од «Фанни» (1787). Творчество Фейта критиковали Виллем Билдердейк и другие писатели, Йоханнес Кинкер пародировал его произведения. Несмотря на это Фейт продолжил свою деятельность, в 1790-е годах были созданы трагедия «Леди Иоанна Грей» о Джейн Грей (1791), нравоучительная поэма в четырёх песнях «Могила» (1792), поэма «Инес де Кастро» (1793) по мотивам поэмы «Лузиады» Камоэнса, трагедия «Муций Кордус, или Освобождение Рима» (1795), цикл из пяти поэм в стиле предромантизма (1796—1814).
Фейт писал также литературно-теоретические и эстетические сочинения («Письма о различных предметах» (1784—1793) и др.), в которых отстаивал принципы сентиментализма. Творчество Фейта повлияло на развитие нидерландской драматургии конца XIX века. В 1825 году вышел сборник его работ (Роттердам, 2 тт.).

### Художественные произведения
- «Colma» (1782).
- «Alrik en Aspasia» (1782).
- «Verhandeling over het heldendicht» (1782).
- «Юлия» (1783, Julia).
- «Aan de vrijheid» (1783).
- «Тирса, или Победа веры» (1784, Thirsa, of de zege van de godsdienst).
- «Письма о различных предметах» (1784—1793, Brieven over verscheidene onderwerpen).
- «Dagboek mijner goede werken» (1785).
- «Патриоты» (1785, De patriotten).
- «Фердинанд и Констанция» (1785, Ferdinand en Constantia).
- «Фанни» (1787, Fanny).
- «Poëtisch Mengelwerk» (1788).
- «Леди Иоанна Грей» (1791, Lady Johanna Gray).
- «Могила» (1792, Het graf).
- «Инес де Кастро» (1793, Ines de Castro).
- «Муций Кордус, или Освобождение Рима» (1795).
- «Оды и поэмы» (1796—1814, Oden en gedichten).
- «Старость» (1802, De ouderdom).
- «Brieven aan Sophie over den geest der kantiaanse wijsbegeerte » (1806).
- «Verlustiging van mijnen ouderdom» (1818).
- «De eenzaamheid en De Wereld» (1821).
- «Verhandelingen» (1826).
- «Dicht- en prozaïsche werken» (1824–1826, 15 тт. + 2 тт. доп.).

### Эссе
- «Het ideaal in de kunst» (1782).
- «De vergankelijkheid van het heelal en de voortreffelijkheid van het verstand» (1776).
- «Verhandeling over het heldendicht» (1782).
- «Bijdragen ter bevordering der schoone kunsten en wetenschappen» (1793—1796).
- «Voor- en nadeelen der verkeering vooral in de jeugd» (1808).
- «Verhandeling over de evangelieleer» (1809).
- «Verhandelingen» (1826).